# مصطفی دیارا
موستافا دیارا (انگلیسی: Moustapha Diarra؛ زادهٔ ۱۷ ژوئن ۱۹۸۷) بازیکن بسکتبال اهل فرانسه است.
از باشگاه‌هایی که در آن بازی کرده‌است می‌توان به الان بیرنایس اشاره کرد.